# Megatheriinae
Megatheriinae — викопна підродина неповнозубих ссавців вимерлої родини Мегатерієві (Megatheriidae).

## Класифікація
Родина †MEGATHERIIDAE Gray, 1821
- Підродина †Megatheriinae
  - Рід †Proprepotherium
  - Рід †Planops
  - Рід †Prepotherium
  - Рід †Megathericulus
  - Рід †Promegatherium
  - Рід †Plesiomegatherium
  - Рід †Megatheridium
  - Рід †Pyramiodontherium
  - Рід †Megatherium
  - Рід †Eremotherium
  - Рід †Ocnopus
  - Рід †Perezfontanatherium